# Bladié-Tiémala
Bladié-Tiémala is een gemeente (commune) in de regio Sikasso in Mali. De gemeente telt 4600 inwoners (2009).